# Remigia conveniens
Remigia conveniens är en fjärilsart som beskrevs av Walker 1858. Remigia conveniens ingår i släktet Remigia och familjen nattflyn. Inga underarter finns listade.